# Alkaliphilus transvaalensis
Alkaliphilus transvaalensis è una specie di batterio appartenente alla famiglia delle Clostridiaceae.